# Armoriale dei comuni della provincia di Lodi

Stemma della Provincia di Lodi

Questa pagina contiene le armi (stemmi e blasonature) dei comuni della Provincia di Lodi.
| Stemma           | Comune e blasonatura | Gonfalone                            |
| ---------------- | --- | ------------------------------------ |
|                  | Abbadia Cerreto |                                      |
|                  | Bertonico Partito: nel primo, di rosso, al biscione d'argento, ondeggiante in palo, ingollante il bambino di carnagione, posto in fascia, con le braccia aperte; nel secondo, d'azzurro, al ponte di pietra al naturale, di cinque archi, sotto i quali il fiume fluttuoso d'argento, uscente dal fianco sinistro e fluente con sinuosità fino alla punta, esso ponte sornontato dalla colomba d'argento, volante, posta di tre quarti e recante nel becco il ramo d'ulivo di verde, posto in banda. Ornamenti esteriori da comune. Gonfalone: Drappo di bianco riccamente ornato di ricami d'argento e caricato dello stemma comunale con la iscrizione centra in argento recante la denominazione del comune. | Gonfalone                            |
|                  | Boffalora d'Adda Sfondo in verde, attraversato in banda da un fiume d'argento ondato in azzurro che è caricato al centro da un castello rosso torricellato merlato alla ghibelline, accostato nel canton sinistro del capo da tre scettri d'oro gigliati ed incrociati e nel canton destro della punta, da due spighe, pure d'oro, decussate. Ornamenti esteriori da Comune. Gonfalone: Drappo troncato, di giallo e di rosso, riccamente ornato di ricami di argento e caricato dello stemma comunale con la iscrizione centrata in argento: "Comune di Boffalora d'Adda". Le parti di metallo ed i cordoni saranno argentati. L'asta verticale sarà ricoperta di velluto giallo e rosso, argentati, con bullette argentate e poste a spirale. Nella freccia sarà rappresentato lo stemma del Comune e sul gambo inciso il nome. Cravatta e nastri tricolori dai colori nazionali frangiati d'argento. |                                      |
|                  | Borghetto Lodigiano |                                      |
|                  | Borgo San Giovanni |                                      |
|                  | Brembio Di azzurro, al castello di argento, murato di nero, la cortina finestrata di due dello stesso, chiusa di azzurro come le due torri, con tre porte a sesto acuto, merlato alla guelfa, fondato sulla campagna erbosa di verde attraversata dal Lambro che scorre al naturale in sbarra uscendo da dietro la torre di sinistra del castello. D.P.R. del 27 giugno 1983 |                                      |
|                  | Casaletto Lodigiano Spaccato: nel primo d'oro, alla croce di rosso; nel secondo di rosso, alla banda d'azzurro, attraversata dal leone d'oro, coronato all'antica dello stesso. Gonfalone: Drappo interzato in palo di rosso, d'azzurro e di giallo. D.P.R. del 5 luglio 1952 |                                      |
|                  | Casalmaiocco Scaccato di argento e di rosso, di trenta pezzi e di cinque tiri, con gli scacchi ottavo, nono, decimo, undicesimo, quattordicesimo, quindicesimo, sedicesimo, diciassettesimo, ventesimo, ventunesimo, ventiduesimo, ventitreesimo, attraversati dalla casa di azzurro, coperta dello stesso, posta di tre quarti. D.P.R. 12 ottobre 1993 |                                      |
|                  | Casalpusterlengo D'argento, alla torre merlata ad un piano, di rosso, murata di nero, mostrante il lato sinistro, posta su pianura erbosa di verde. Lo scudo è fregiato della corona da comune. DCG del 28 ottobre 1929 |                                      |
|                  | Caselle Landi |                                      |
|                  | Caselle Lurani D'azzurro, a tre covoni di grano d'oro, il centrale cimato di un'aquila nascente dal volo spiegato, d'argento, fissante il sole di rosso, raggiato d'oro posto sul cantone destro del capo. Gonfalone: Drappo partito di bianco e di rosso. |                                      |
|                  | Castelgerundo Trinciato dalla banda in divisa d'argento, nel PRIMO di verde, al monogramma dell'Ordine dei Servi di Maria in oro; nel SECONDO di rosso, ai tre anelli intrecciati e gemmati d'oro. Sotto lo scudo, su lista bifida e svolazzante di argento, il motto, in lettere maiuscole di nero, CAMAIRAGO ET CAVACURTA. Ornamenti esteriori da Comune. Gonfalone: Drappo trinciato abbassato di rosso e di verde, riccamente ornato di ricami d’argento e caricato dallo stemma sopra descritto con la iscrizione centrata in argento, recante la denominazione Comune di Castelgerundo. Le parti di metallo ed i cordoni saranno argentati. Nella freccia sarà rappresentato lo stemma del Comune e sul gambo inciso il nome. Cravatta con nastri tricolorati dai colori nazionali frangiati d’argento. |                                      |
|                  | Castelnuovo Bocca d'Adda |                                      |
|                  | Castiglione d'Adda D'azzurro alla torre merlata di rosso, aperta e finestrata del campo. Ornamenti esterni da Comune. Gonfalone: Drappo d'azzurro, riccamente ornato di ricami d'argento e caricato dello stemma sopra descritto con la iscrizione centrata in argento: "Comune di Castiglione d'Adda". Le parti di metallo ed i cordoni saranno argentati. L'asta verticale sarà ricoperta di velluto colore del drappo, con bullette argentate poste a spirale. Nella freccia sarà rappresentato lo stemma del Comune e sul gambo inciso il nome. Cravatta e nastri tricolorati dai colori nazionali frangiati d'argento. R.D. del 27 luglio 1932 |                                      |
|                  | Castiraga Vidardo R.D. del 17 maggio 1937 Gonfalone: Drappo partito di giallo e di verde… |                                      |
|                  | Cavenago d'Adda DPR del 9 febbraio 1956 Gonfalone: Drappo partito di giallo e di rosso… |                                      |
|                  | Cervignano d'Adda D'azzurro, al cervo saliente, d'oro, con entrambe le zampe posteriori sostenute dalla pianura di verde. Ornamenti esteriori da Comune. D.P.R. del 2 marzo 1993 Gonfalone: Drappo partito di giallo e di verde, riccamente ornato di ricami d'argento e caricato dello stemma sopra descritto, con l'iscrizione centrata in argento, recante la denominazione del Comune. D.P.R. del 2 marzo 1993 |                                      |
|                  | Codogno D'azzurro, alla lupa al naturale, passante sulla pianura erbosa di verde, collarinata e legata d'oro ad un albero di codonio al naturale, fruttato d'oro, nodrito sulla pianura. Ornamenti esteriori da Comune. Gonfalone: Drappo partito di verde e d'azzurro, riccamente ornato di ricami d'oro e caricato dello stemma civico con l'iscrizione centrata in oro: "Città di Codogno". Le parti di metallo ed i cordoni saranno dorati. L'asta verticale sarà ricoperta di velluto dai colori del drappo alternati, con bullette dorate poste a spirale. Nella freccia sarà rappresentato lo stemma della Città e sul gambo inciso il nome. Cravatta e nastri tricolorati frangiati d'oro. |                                      |
|                  | Comazzo D'azzurro, al ponte di un solo arco, d'argento, murato di nero, con l'impalcato uscente dai fianchi e convesso, sostenente a destra l'incudine di argento, a sinistra il leone poggiante la zampa posteriore sinistra sul ponte, esso leone afferrante con le zampe anteriori per il manico, posto in banda, la mazza, leone e mazza d'oro, il tutto accompagnato in punta dalla gemella ondata d'argento. Ornamenti esteriori da Comune. D.P.R. 4 ottobre 2001 Gonfalone: Drappo di bianco con la bordatura di azzurro, riccamente ornato di ricami di argento e caricato dallo stemma comunale con la iscrizione centrata in argento, recante la denominazione del Comune. Le parti di metallo ed i cordoni saranno argentati. L'asta verticale sarà ricoperta di velluto dei colori del drappo, alternati, con bullette argentate poste a spirale. Nella freccia sarà rappresentato lo stemma del Comune e sul gambo inciso il nome. Cravatta con nastri tricolorati dai colori nazionali frangiati d'argento.                                                                                        |                                      |
|                  | Cornegliano Laudense Di argento, al castello di rosso, torricellato di un pezzo centrale, fondato sulla campagna verde, accompagnato in capo da tre stelle, di sei raggi, d'azzurro, male ordinate. Ornamenti esteriori da Comune. Gonfalone: Drappo partito di rosso e di bianco, riccamente ornato di ricami d'argento e caricato dello stemma sopra descritto con la iscrizione centrata in argento: "Comune di Cornegliano Laudense". Le parti di metallo e i cordoni saranno argentati. L'asta verticale sarà ricoperta di velluto dai colori del drappo, alternati, con bullette argentate poste a spirale. Nella freccia sarà rappresentato lo stemma del Comune e sul gambo inciso il nome. Cravatta e nastri ricolorati dai colori nazionali frangiati d'argento. |                                      |
|                  | Corno Giovine D’azzurro al corno da caccia, d’argento, legato, sospeso ad una corda movente dai due cordoni del capo, il tutto dello stesso. Lo scudo sarà fregiato da Ornamenti da Comune D.C.G. del 31 gennaio 1929 Gonfalone: drappo partito di azzurro e di bianco… D.P.R. dell'8 luglio 1978 |                                      |
|                  | Cornovecchio |                                      |
|                  | Corte Palasio Gonfalone: Drappo di azzurro… |                                      |
|                  | Crespiatica D'azzurro, alla croce di sant'Andrea d'oro, accompagnata in punta da una carpa d'argento rivoltata [alias: contronatante]. D.P.R. del 10 dicembre 1969 |                                      |
|                  | Fombio Scudo trinciato, nel primo di rosso con stella in oro a cinque punte e, nel secondo, di azzurro con stella in oro a cinque punte e con banda di argento caricata di quattro ovuli in nero traversa. |                                      |
|                  | Galgagnano |                                      |
|                  | Graffignana Scaccato di rosso e d'argento, alla fascia d'argento caricata delle sillabe GRA e CAR maiuscole di nero. R.D. del 6 ottobre 1927 Gonfalone: drappo di bianco… |                                      |
|                  | Guardamiglio Gonfalone: drappo di bianco… |                                      |
|                  | Livraga In campo rosso, un castello d'argento, sormontato da una spada d'argento e da un pastorale d'oro, posti in croce di Sant'Andrea, accompagnati da un manipolo di erbe al naturale, legate da un nastro con la scritta "Uber et Ubertas", sormontato da una stella d'oro. È circondato da due rami di quercia e di alloro, annodati da un nastro. Gonfalone: Drappo di bianco… |                                      |
| Stemma ufficiale | Lodi D'oro alla croce piana di rosso. Ornamenti esteriori di città. R.D. del 9 novembre 1933 |                                      |
|                  | Lodi Vecchio di rosso, alla croce diminuita, d'oro. Sotto lo scudo, su lista bifida e svolazzante d'oro, il motto, in lettere maiuscole di rosso, LAUS POMPEIA FUI. Ornamenti esteriori da Città. Bandiera: Croce d'oro in campo rosso. Gonfalone: Drappo partito di giallo e di rosso… D.P.R. del 27 febbraio 2006 | Bandiera di Lodi Vecchio · Gonfalone |
|                  | Maccastorna |                                      |
|                  | Mairago Di azzurro con leone rampante in oro, linguato di rosso, armato di nero ed accostato; in campo dello scudo le tre stelle a sei punte mal disposte. Gonfalone: Partito di giallo e di azzurro caricato dell'arma comunale. | Gonfalone                            |
|                  | Maleo D.P.C.M. del 19 gennaio 1953 Gonfalone: drappo di azzurro… |                                      |
|                  | Marudo D.P.C.M. del 9 febbraio 1990, trascritto nei registri dell'Ufficio Araldico il 29 febbraio 1990, registrato nel 1990 pag. n. 11 |                                      |
|                  | Massalengo |                                      |
|                  | Meleti D'azzurro, al cigno d'argento, imbeccato e piotato d'oro, accompagnato in capo da tre stelle di otto raggi, ordinate in fascia, d'oro. Ornamenti esteriori da Comune. Gonfalone: Drappo di bianco. DPR del 2 settembre 1997 |                                      |
|                  | Merlino D'argento con una fascia di rosso merlata di cinque, accostata in capo da due fiumi d'azzurro ombrati d'argento. Gonfalone: Drappo troncato, di rosso e di bianco, riccamente ornato di ricami d'argento e caricato dello stemma comunale con la iscrizione centrata in argento: "Comune di Merlino". Le parti di metallo ed i cordoni saranno argentati. L'asta verticale sarà ricoperta di velluto dei colori del drappo con bullette argentate poste a spirale. Nella freccia sarà rappresentato lo stemma del Comune e sul gambo inciso il nome. Cravatta e nastri ricolorati dai colori nazionali frangiati d'argento. |                                      |
|                  | Montanaso Lombardo D.P.R. 25 marzo 1988 |                                      |
|                  | Mulazzano Gonfalone Drappo di giallo… |                                      |
|                  | Orio Litta Inquartato: al primo e quarto scaccato d'oro e di rosso; al secondo e terzo fasciato di azzurro e di oro di sei; sovrastato da una corona argentea e circondato da due rami di quercia e d'alloro. |                                      |
|                  | Ospedaletto Lodigiano D'argento al gallo di rosso poggiante su due rami di verde in decusse. D.C.G. del 29 settembre 1936 Gonfalone Drappo partito di rosso e di bianco… |                                      |
|                  | Ossago Lodigiano |                                      |
|                  | Pieve Fissiraga D'azzurro, alla chiesa di rosso, aperta e finestrata di nero, fondata su una strada al naturale, su una campagna di verde. R.D. 27 maggio 1935 Gonfalone Drappo partito d'azzurro e di rosso riccamente ornato di ricami d'argento e caricato dello stemma comunale con l'iscrizione centrata in argento: "Comune di Pieve Fissiraga". Le parti di metallo ed i cordoni saranno argentati. L'asta verticale sarà ricoperta di velluto dei colori del drappo, alternati, con bullette argentate poste a spirale. Nella freccia sarà rappresentato lo stemma del Comune e sul gambo inciso il nome. Cravatta con nastri ricolorati dai colori nazionali frangiati d'argento. D.P.R. 16 dicembre 1983 |                                      |
|                  | Salerano sul Lambro Di rosso al castello di argento, torricellato di un pezzo, merlato alla guelfa aperto e finestrato del campo, accostato nel cantone sinistro del capo da una spiga di grano fruttata e fogliata di argento. Ornamenti esteriori da Comune. Gonfalone: Drappo troncato di bianco e di rosso riccamente ornato di ricami d'argento e caricato dello stemma sopra descritto con l'iscrizione centrata in argento: Comune di Salerano sul Lambro. Le parti di metallo ed i cordoni saranno argentati. L'asta verticale sarà ricoperta di velluto rosso con bullette argentate poste a spirale. Nella freccia sarà rappresentato lo stemma del Comune e sul gambo inciso il nome. Cravatta e nastri tricolorati dai colori nazionali frangiati di argento. D.P.R. 4 novembre 1951 |                                      |
|                  | San Fiorano Inquartato: nel primo, d’argento, a tre Biscioni viscontei posti in fascia, uno a fianco all’altro, d’azzurro, ondeggianti in palo, coronati all’antica dello stesso, ingollanti per metà un putto ignudo di carnagione, crinito di nero, posto in fascia e in maestà, con le braccia aperte (per i Visconti); nel secondo, d’azzurro, al busto di San Fiorano martire, il viso e il braccio sinistro di carnagione, crinito di nero, aureolato d’oro, vestito d’azzurro, con il mantello di rosso, tenente con la mano sinistra la palma del martirio di verde, posta in banda; nel terzo, di verde; nel quarto, di rosso, alla banda d’argento, carica di tre crocette scorciate di nero, poste nel senso della pezza Gonfalone: Drappo quadrangolare di un metro per due di colore cremisi con ricamato lo stemma del Comune sul fronte e sul retro la figura di San Fiorano Martire, patrono del Comune. |                                      |
|                  | San Martino in Strada |                                      |
|                  | San Rocco al Porto D'argento, al marinaio di carnagione, visto di profilo, con calzoncini di azzurro, in piedi sulla barca di verde, munita di albero e di tre sartie, di nero, il marinaio afferrante con entrambe le mani il remo di nero, posta in banda, con la pala parziale immersa nell'acqua, la barca sostenuta dalla campagna di azzurro, fluttuosa d'argento, rappresentante il fiume Po, caricata dalla stella di cinque raggi, d'oro; il tutto accompagnato nei cantoni del capo da due gabbiani, volanti, di azzurro. Ornamenti esteriori da Comune. Gonfalone: Drappo troncato di azzurro e di bianco riccamente ornato di ricami d'argento e caricato dello stemma sopra descritto con l'iscrizione centrata in argento, recante la denominazione del Comune. Le parti di metallo e i cordoni saranno argentati. L'asta verticale sarà ricoperta di velluto dei colori del drappo, alternati, con bullette argentate poste a spirale. Nella freccia sarà rappresentato lo stemma del Comune e sul gambo inciso il nome. Cravatta con nastri tricolorati dai colori nazionali fregiati d'argento. |                                      |
|                  | Sant'Angelo Lodigiano D'azzurro, all'angelo in maestà, capelluto d'oro, il viso, il collo, le gambe, i piedi, gli avambracci, e parte delle braccia di carnagione, vestito con la lorica d'argento, coprente il tronco, le spalle, la parte superiore delle braccia e con il gonnellino di cuoio al naturale. L'angelo effigiato con le ali d'argento abbassate, le braccia aperte in sbarra e in banda, sostenuto dalla pianura di verde, le gambe attraversanti, accompagnato dalla casa di rosso, uscente dal fianco sinistro, fondata sulla pianura. Ornamenti esteriori di Comune D.P.R. dell'11 settembre 1996 Gonfalone: drappo di bianco… |                                      |
|                  | Santo Stefano Lodigiano D'azzurro, ad un bue d'oro, fermo e legato di nero ad un melo al naturale, fruttato di rosso e radicato sulla campagna di verde. Ornamenti esteriori da Comune. Gonfalone: Drappo partito di verde e d'azzurro riccamente ornato di ricami d'argento e caricato dello stemma sopra descritto con l'iscrizione centrata in argento: "Comune di Santo Stefano Lodigiano". Le parti di metallo ed i cordoni saranno argentati. L'asta verticale sarà ricoperta di velluto dei colori del drappo, alternati, con bullette argentate poste a spirale. Nella freccia sarà rappresentato lo stemma del Comune e sul gambo inciso il nome. Cravatta e nastri tricolorati dai colori nazionali frangiati d'argento. |                                      |
|                  | Secugnago D.P.R. del 6 ottobre 1953 |                                      |
|                  | Senna Lodigiana Inquartato: con al primo ed al quarto riquadro colorati in azzurro due pesci d'oro e nel secondo e nel terzo riquadro, colorati in argento, uno scaglione nero sormontato da un rettangolo colorato in rosso porpora, con inserito il simbolo della Repubblica Italiana. |                                      |
|                  | Somaglia D'argento, ai tre monti di verde, la cima centrale più alta, fondati su campagna dello stesso, sormontati da tre stelle di azzurro. Gonfalone: Drappo partito di bianco e di verde, riccamente ornato di ricami d'argento e caricato dello stemma comunale con l'iscrizione centrata in argento "Comune di Somaglia". |                                      |
|                  | Sordio Inquartato: nel 1° e nel 4° d'azzurro, a due branche di leone poste in croce di Sant'Andrea d'oro; nel 2° e nel 3° di verde, al daino corrente d'oro. Ornamenti esteriori da Comune Gonfalone: Drappo di colore giallo ornato di ricami d'argento e caricato dello stemma sopra descritto con l'iscrizione centrata in argento Comune di Sordio |                                      |
|                  | Tavazzano con Villavesco Troncato: nel primo, di azzurro, alle due fasce d'argento; nel secondo, di verde, al leone illeopardito d'oro, linguato ed allumato di rosso, passante sulla pianura diminuita, dello stesso. Ornamenti esteriori da Comune. Gonfalone: Drappo partito di azzurro e di bianco, riccamente ornato di ricami d'argento e caricato dello stemma civico con l'iscrizione centrata in argento recante la denominazione del Comune. Le parti di metallo ed i cordoni saranno argentati. L'asta verticale sarà ricoperta di velluto dei colori del drappo, alternati, con bullette argentate poste a spirale. Nella freccia sarà rappresentato lo stemma del Comune e sul gambo inciso il nome. Cravatta con nastri tricolorati dai colori nazionali frangiati d'argento. Bandiera: Due bande verticali uguali di colore bianco e azzurro, con al centro lo stemma comunale. L'asta è sormontata da puntale a stella con estremità superiore prolungata. |                                      |
|                  | Terranova dei Passerini Palato di verde e d'oro di quattro pezzi, al lambello di rosso di quattro pendenti attraversante in capo. Ornamenti esteriori da Comune. Gonfalone: Drappo partito, di giallo e di verde, riccamente ornato di ricami d'argento e caricato dello stemma sopra descritto con l'iscrizione centrata in argento: "Comune di Terranova dei Passerini". Le parti in metallo ed i cordoni saranno argentati. L'asta verticale sarà ricoperta di velluto dei colori del drappo, alternati, con bullette argentate poste a spirale. Nella freccia sarà rappresentato lo stemma del Comune e sul gambo inciso il nome. Cravatta e nastri tricolorati dai colori nazionali frangiati d'argento. |                                      |
|                  | Turano Lodigiano Corona al di sotto della quale, nella parte superiore è raffigurato un castello con due torri sotto un ramo d'edera su sfondo argentato, mentre nella parte inferiore è raffigurato un toro sopra un prato su sfondo azzurro. Gonfalone: Drappo in seta moella con ricamo a mano diviso in due colori: nella parte in alto, di colore azzurro, sotto la scritta "Comune di Turano Lodigiano" è disegnata la parte superiore dello stemma; nella parte in basso, di colore bianco, è raffigurata la parte inferiore dello stemma oltre ad un intreccio di rami di quercia e di bacche ed a un decoro ascendente argentato. |                                      |
|                  | Valera Fratta D'azzurro, al baluardo di fortezza, d'argento, murato di nero, aperto del campo, merlato lateralmente di due, alla guelfa, sormontato dalla mitra, con i due nastri svolazzanti in fascia, d'argento, con il pastorale e con la croce latina, d'oro, decussati e accollati. Gonfalone: Drappo di bianco riccamente ornato di ricami d'argento e caricato dello stemma sopra descritto con la iscrizione centrata in argento recante la denominazione del Comune; le parti di metallo ed i cordoni argentati, l'asta verticale ricoperta di velluto bianco con bullette argentate poste a spirale, nella freccia è rappresentato lo stemma del Comune e sul gambo inciso il nome, cravatta con nastri tricolorati dai colori nazionali fregiati d'argento. |                                      |
|                  | Villanova del Sillaro Bandato, ondato, di azzurro e d'argento, di quattro pezzi, caricato di un castello di rosso, murato di nero, di due piani, torricellato di due, merlato alla guelfa, aperto e finestrato del campo, e posto in abisso, accostato ai lati da due rami di ulivo posti in palo. Ornamenti esteriori da Comune. Gonfalone: Drappo di bianco a due bande di azzurro. DPR del 14 giugno 1953 |                                      |
|                  | Zelo Buon Persico Di azzurro, al castello di argento, toricellato di due pezzi laterali, aperto e finestrato del campo, fondato sulla campagna di verde, al leone rampante di oro, lampassato e armato di rosso, posato sul castello. Segni esterni da Comune. Gonfalone Partito, di bianco e di azzurro, caricato dell'Arma sopra descritta. |                                      |

## Ex comuni
| Stemma | Comune e blasonatura | Gonfalone |
| ------ | --- | --------- |
|        | Camairago (dal 2018 soppresso per la costituzione del comune di Castelgerundo) Fasciato di azzurro e di rosso di quattro pezzi, la prima e la terza fascia all'anguilla ondeggiante in fascia, d'argento; al capo d'oro, caricato dall'aquila di nero, coronata con corona all'antica di tre punte d'oro. Ornamenti esteriori da Comune. D.P.R. del 4 settembre 1997 Gonfalone: Drappo troncato di rosso e di giallo, riccamente ornato da ricami d'argento e caricato dello stemma sopra descritto con la iscrizione centrata in argento, recante la denominazione del Comune. Le parti di metallo ed i cordoni saranno argentati. L'asta verticale sarà ricoperta di velluto dei colori del drappo, alternati, con bullette argentate poste a spirale. Nella freccia sarà rappresentato lo stemma del Comune e sul gambo inciso il nome. Cravatta con nastri tricolorati dai colori nazionali frangiati d'argento. |           |
|        | Cavacurta (dal 2018 soppresso per la costituzione del comune di Castelgerundo) D'azzurro, al cavo aperto in mezzo ad un terrapieno con sottostante sfogo d'acqua e con due monti sullo sfondo. Ornamenti esteriori da Comune. D.C.G. del 19 gennaio 1940 |           |